# Velké Kunětice
Velké Kunětice település Csehországban, a Jeseníki járásban. Velké Kunětice Hradec-Nová Ves, Stará Červená Voda, Mikulovice és Supíkovice településekkel határos. Lakosainak száma 528 fő (2024. január 1.).

## Népesség
A település lakosságának változását az alábbi diagram mutatja:
| Lakosok száma | 1181 | 1344 | 1293 | 639  | 609  | 566  | 572  | 559  | 488  | 528  |
|               | 1869 | 1900 | 1921 | 1961 | 1980 | 2011 | 2016 | 2019 | 2021 | 2024 |